# Глобус
Гло́бус (от лат. globus, «шар») — трёхмерная модель Земли или другой планеты, а также модель небесной сферы (небесный глобус).
Глобус, в отличие от географических карт, удобен для получения общего представления о расположении континентов и океанов. В то же время глобус (обычных размеров) имеет довольно мелкий масштаб и не может показать какую-либо местность подробно, кроме того, для измерения расстояний на глобусе нужна гибкая линейка. Некоторые глобусы изначально оборудованы линейками, изогнутыми в виде дуги.
Звёздный глобус (небесный глобус) показывает расположение звёзд зеркально по сравнению с тем, как они видны на небе, поскольку мы смотрим на глобус снаружи, а небесную сферу видим «изнутри».

## История глобуса
Первое подробное изложение учения о шарообразной форме Земли даёт Аристотель (384—322 до н. э.). Описание глобуса приводит древнегреческий поэт Арат из Сол (ок. 315 до н. э. — ок. 240 до н. э.) в поэме «Явления» (Φαινόμενα; стихи 529—533), описывающей звёздное небо и способы предсказания погоды. Предполагается, что эта модель Земли находилась в его распоряжении. О глобусе, созданном около 150 года до н. э. Кратетом Малльским, жившим в Пергаме, упоминают Страбон и Гемин. Последний сообщает, что Кратет снабдил свой глобус системой координат («кругов»). Считается, что в основе его глобуса лежала стоическая концепция мироустройства.
Глобусы изготавливались и в мусульманском мире. Астроном из Бухары Джамаль ад-Дин в 1267 году в Ханбалыке (Пекине) преподнёс хану Хубилаю в качестве подарка от хана Хулагу глобус, астролябию и армиллярную сферу. Османский учёный Такиюддин аш-Шами сконструировал современный вид глобуса для своей стамбульской обсерватории после 1574 года. Первые небесные глобусы были изготовлены в Индии по приказу Великих Моголов; крупнейший из них изготовил металлург и астроном Мухаммед Салих Татави.
Старейшим сохранившимся до наших дней глобусом является «Земное яблоко» немецкого географа и навигатора Мартина Бехайма, изготовленное в 1493—1494 годах для городского совета Нюрнберга. Глобус Бехайма орнаментирован изображениями флагов, монархов на тронах, снабжён множеством любопытных надписей и воспроизводит географические представления своего времени, в основе которых лежали карты Птолемея с учётом изменений, внесённых путешествиями Марко Поло и экспедициями португальцев.
Бельгийским коллекционером Штефаном Миссине в 2013 году было опубликовано исследование глобуса, вырезанного на страусином яйце. Вырезанный на этом яйце глобус изображает Северную Америку. Датируется глобус 1504 годом. Это старейший глобус, на котором изображена Америка. Вскоре после него Новый Свет с довольно точным очертанием Южной Америки появился на полноценных глобусах — глобусе Ленокса (около 1507 года), считающемся родоначальником использования в картографии фразы Hic sunt dracones, и Ягеллонском глобусе (около 1510 года), хранящемся в Польше.
Современные глобусы бывают разных видов и размеров. Так, например, в США создан цифровой глобус, а в Германии — первый интерактивный (мультитач) глобус.
В пилотируемых полётах в рамках советской и российской космической программы с 1961 года в качестве инструмента навигации использовались индикаторы местоположения и места посадки (ИМП) «Глобус», которые в 2001 году были заменены на цифровую модель Земли.

## История глобуса в России
Голландские послы привезли в подарок русскому царю Алексею Михайловичу Романову значительный по размерам глобус. Он считается одной из первых моделей свидетельствующих о шарообразности Земли, попавших в Россию. Позднее Пётр I — будущий император России — затребовал этот глобус себе. Русский царь и его дети могли иметь достаточно ясное представление как о географии Земли на уровне знаний своего времени, так и о её шарообразной форме. Глобус является творением мастера Вильгельма Янсена Блеу и со временем стал частью коллекции Государственного исторического музея. На основе этой модели Земли в России местными мастерами было изготовлено несколько образцов: один Симеоном Максимовым (1721) и два Алексеем Роговцевым (1723—1725), которые сгорели в декабре 1747 года при пожаре в Кунсткамере. В 1714 году Пётру I был подарен в качестве дипломатического жеста герцога Карла-Фридриха Гольштейн-Готторпского глобус-планетарий, получивший название «Готторпский». Существуют также другие версии попадания в Россию это подарка. Известно, что в Петербург он был доставлен в марте 1717 года. Внутри глобуса могло разместиться 12 человек. Его установили в специально сооружённом здании на территории Летнего дворца.

## Знаменитые глобусы
- Земное яблоко (XV век) — старейший глобус в мире.
- Ягеллонский глобус из Кракова — один из трёх старейших глобусов, ныне существующих в мире.
- Готторпский глобус в Музее М. В. Ломоносова (XVII век)
- Глобус Блау (XVII век) — главный экспонат первого русского музея.
- Глобус мира (1982—1987) — представляет собой сферу в диаметре 10 м, весом 30 т, находится в местечке Коломбара, недалеко от г. Апеккьо, провинция Пезаро, Италия. Глобус построен из дерева, и его размеры позволяют разместить внутри 600 человек на трех ярусах[12].
- Сферический интерактивный (Interactive Multi touch) мультитач глобус[13]
- «Глобус Украины» — мем и фразеологизм.
- Монумент независимости Узбекистана — известная скульптурная композиция в Узбекистане в виде глобуса, замена статуй Ленина. На глобусе в увеличенном размере (размером с континент) показана территория Узбекистана. Других стран на глобусе нет.
- Глобус Eartha — самый большой в мире вращающийся глобус[14]. Расположен в штаб-квартире компании DeLorme, занимающейся картографической продукцией, в Ярмуте, округ Камберленд, штат Мэн, США. Глобус огромен, его диаметр — 12,52 м (41 фут) и вес — 2540 кг[15][16].